# Japán szexualitás
Szexualitás Japánban az ázsiai kontinens többi részével szemben eltérően fejlődött, ami annak is köszönhető, hogy japánok nem vették át konfuciánus házassági nézeteket. A prostitúció régóta jelen van és különösen népszerűvé vált a japán gazdasági csoda idején. Japánban ítélik el legkevésbé homoszexualitást és a biszexualitást a világon. Pornográfiája világszerte nagy követőtáborral rendelkezik, ennek a népszerűségnek köszönhetően fordítják és exportálják több országba. A csökkent szexuális vágyat teszik felelőssé a 21. századi alacsony japán születési arányáért és a gazdasági növekedés hanyatlásáért.

## Csökkenő szexuális tevékenység
Japánban a szexuális aktivitás már évek óta csökken, részben ezzel is okolható a csökkenő születési szám. Mivel a világon Japánban az egyik legalacsonyabb a születési arány és népességszám természetesen módon csökken, a XX. század közepe óta ötévente a kormány egy részletes felmérést végez az emberek nemi élete és a házassága terén. 2010-ben a National Institute of Population and Social Security Research felmérést végzett. A 18-34 év közötti egyedülállók körében azoknak a száma, akiknek nincs semmi romantikus kapcsolata és nem is szeretné, ha lenne a férfiaknál 28%, nőknél pedig 23% volt az arány. Azt is megállapították, hogy a 35–39 év közötti férfiak 28%-ának és a nők 26%-ának nem volt szexuális élménye. Meglehet annak a lehetősége, hogy a válaszok elfogultak és a számok nem egyeznek meg pontosan a valósággal.
2010-ben, egy másik felmérés jelent meg a The Japanese Association for Sex Education Research Journal-től melyben azt nyilatkozták, hogy a japán házasságkötések 40,8%-át „nemtelennek” lehet minősíteni, 2006-ban ez az adat 34,6% volt. A Japan Society of Sexual Sciences szerint szexre kevesebb mint havonta egyszer kerül sor, persze csak akkor, ha nem szenved semmi egészségi problémában az egyén ezen a téren. A szexmentesség egyik leggyakoribb oka a házaspároknál az, hogy gyerekük születik (párok között terhesség közben nincs nemi kontaktus). Könnyen kialakulhat a nagyon ritka vagy teljesen megszűnt szex szokása. Felmérésen ötből egy pár egyszerűen kellemetlen faktorként tekint a szexre, amit a privát tér hiánya okoz. Az időseket vagy a gyerekeket gyakran csak egy papírvékony vastagságú fal választja el tőlük. Egyesek túl stresszesek és fáradtak munka után, mások egyéb tevékenységekben lelnek örömöt. Kialakulóban van egy tendencia, melyben a japán házaspárok között megjelenik az érzelmi és szexuális elidegenedés, mert kezdik úgy érezni, hogy inkább egy relatív, testvéri kapcsolatban állnak egymással és ennek megfelelően nem látják a házastársat vagy szexuális partner többé a párjukban. Továbbá a 16–19 éves korosztályban a férfiak 36,1%-a, a nők 58,5%-a válaszolta azt, hogy közömbös vagy idegenkedik a szextől. Ez a férfiak esetében közel 18%-os, a nők vonatkozásában pedig 12%-os növekedést mutat 2008-hoz képest. Továbbá a férfi megkérdezettek 83,7%-a, aki akkor töltötte be a huszadik életévét, nem volt párkapcsolatban és 49,3%-ának még soha nem volt barátnője. A nők 59%-a válaszolt hasonlóképpen.
Globális viszonylatban, egy 2005-ös szexvizsgálaton 41 országból 317 000 emberrel végzett felmérést a Durex. A végeredmény a következő volt: a japánok szeretkeznek a legkevesebbet a világon, évente 45 alkalommal, az őket megelőző ország Szingapúr átlagosan 73 alkalommal. Éves szinten a világátlag 103 alkalom volt. Emellett a felmérés azt is kiderítette, hogy a japán válaszadók csupán 24%-a elégedett a szexuális életével, míg a globális átlag 44% volt. A csökkenő szexuális érdeklődés okát még mindig széles körben vitatják. Sok elmélet és különböző tényezők befolyását vizsgálják.

## Pornográfia
Az első pornográf képek megjelenése Japánban az Edo-kori művészetben lelhető fel. Fába faragott formák és annak papírra készült lenyomatáról van szó, ennek a művészetnek a neve Shunga. Az 1920-as és 30-as évek között Japánban volt egy irodalmi és művészeti mozgalom, ero guro, amelynek középpontjába az erotika, szexuális korrupció és a dekadencia állt
A mai időkben japán pornográfia világszerte magas követőszámra tett szert és gyakran fordítják és exportálják más kultúrák számára. Az utóbbi időben új médiumokkal bővült a kínálat, mint a manga (hentai) és erotikus jellegű videojátékok (Eroge).

### Sunga
A legtöbb sunga ukijo-e típusú kép. Kevés fennmaradt erotikus festett tekercs van, amelyek megelőzik a Ukijo-e mozgalmat. Szó szerinti fordításban: tavasz képe. A tavasz a szépsége miatt elfogadott motívuma a szexnek.

### Hentai és seijin
A hentai fogalmát a pornográfiába a japánok vezették be. Ez a kifejezés az erotikus manga és anime termékeket jelöli. A hentai negatív kifejezésként él a japán köztudatban, jelentése „szexuálisan perverz”.
A felnőtt manga/anime hordozza saját, külön altípusait. Ilyen a futanari, szexuális vonzódás androgün, (kétnemű) emberekhez. Ez egy nagy ága a Seijin mangáknak. A bakunyūban  nők vannak a középpontban igen nagy mellekkel. Japánban a lolicon utal a kiskorú lányok utáni vonzalomra. Lolicon az a műfaj, ahol gyermeki-női karaktereket ábrázolnak erotikus módon. A lolicon férfi megfelelője a sótacon. Ebben a műfajban kamaszfiú vagy fiatal férfi szereplőket erotikus módon ábrázolnak.

## Fordítás
- Ez a szócikk részben vagy egészben  a   Sexuality in Japan című angol Wikipédia-szócikk fordításán alapul.  Az eredeti cikk szerkesztőit annak laptörténete sorolja fel. Ez a jelzés csupán a megfogalmazás eredetét és a szerzői jogokat jelzi, nem szolgál a cikkben szereplő információk forrásmegjelöléseként.

## Lásd még
- Japán elöregedése